# Productivisme (art)

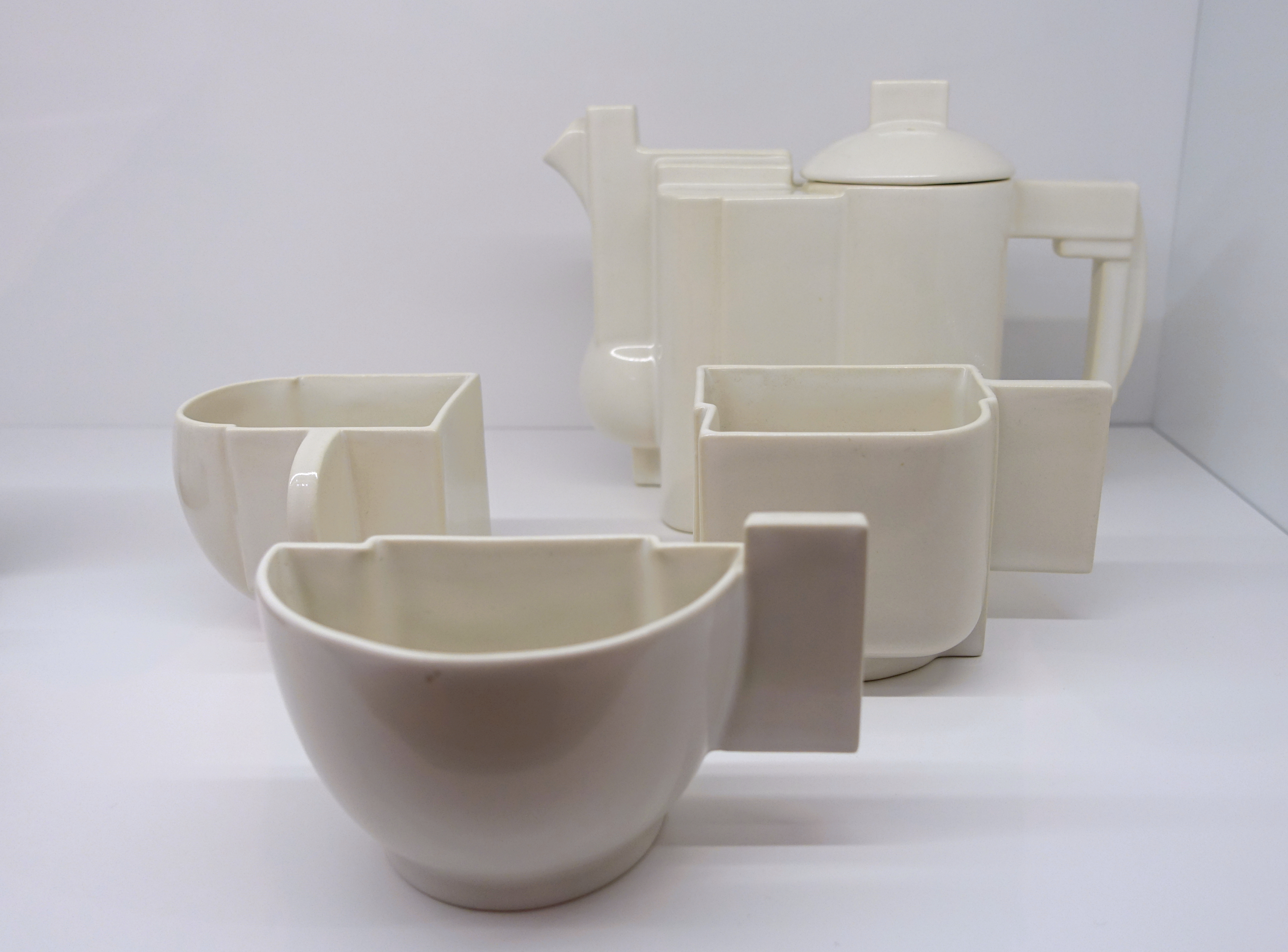
Joc de te dissenyat per Malèvitx

El productivisme fou un moviment artístic fundat per un grup d'artistes constructivistes de la Unió Soviètica que consideraven que l'art havia de tenir un paper pràctic i útil per a la societat, i esdevenir una de les facetes de la producció industrial. El grup es va formar en reacció a les afirmacions de l'escultor Naum Gabo que va argumentar que el constructivisme s'hauria de dedicar a l'exploració d'espais i ritmes abstractes.
El grup, centrat en les arts aplicades, estava dirigit per Alexei Gan i incloïa a Alexander Ródtxenko i Varvara Stepànova. El productivisme es va convertir en l'estètica dominant i artistes com Kazimir Malèvitx, El Lissitzky i Liubov Popova van dissenyar mobles, teixits, ceràmica, tipografia, publicitat, propaganda i escenografia per a teatre.